# Antoni (Machota)
Antoni, imię świeckie Władysław Wasylowicz Machota (ur. 8 listopada 1966 w Słatinie, zm. 23 marca 2021 w Chmielnickim) – biskup Ukraińskiego Kościoła Prawosławnego Patriarchatu Kijowskiego, następnie (od 2018) Kościoła Prawosławnego Ukrainy.

## Życiorys
Absolwent Instytutu Politechnicznego w Charkowie (1991). W latach 1984–1986 odbywał służbę wojskową. 27 maja 1991 przyjął święcenia diakońskie z rąk arcybiskupa żytomierskiego i owruckiego Hioba. Dwa dni później ten sam hierarcha wyświęcił go na kapłana. Został wówczas proboszczem cerkwi Narodzenia Matki Bożej w Skuracie. Od 1992 do 1994 był proboszczem parafii św. Dymitra w Malinie. Od stycznia do kwietnia 1994 zasiadał w radzie eparchii żytomierskiej. W kwietniu 1994 ze względów zdrowotnych został przeniesiony do służby w eparchii symferopolskiej i krymskiej; arcybiskup symferopolski Łazarz wyznaczył go na klucznika soboru Trójcy Świętej w Symferopolu. 
W 1995 przeszedł w jurysdykcję Ukraińskiego Kościoła Prawosławnego Patriarchatu Kijowskiego i został proboszczem parafii Świętych Włodzimierza i Olgi w Symferopolu. 18 lipca 1996 złożył wieczyste śluby mnisze z imieniem Antoni. 21 lipca tego samego roku przyjął chirotonię biskupią na biskupa symferopolskiego i krymskiego w jurysdykcji Patriarchatu Kijowskiego. Po roku przeniesiony na katedrę chmielnicką i kamieniecko-podolską. W 2004 otrzymał godność arcybiskupią, zaś w 2012 – godność metropolity.
Zmarł w 2021 r. na COVID-19.